# Mô hình lợi nhuận/tài nguyên

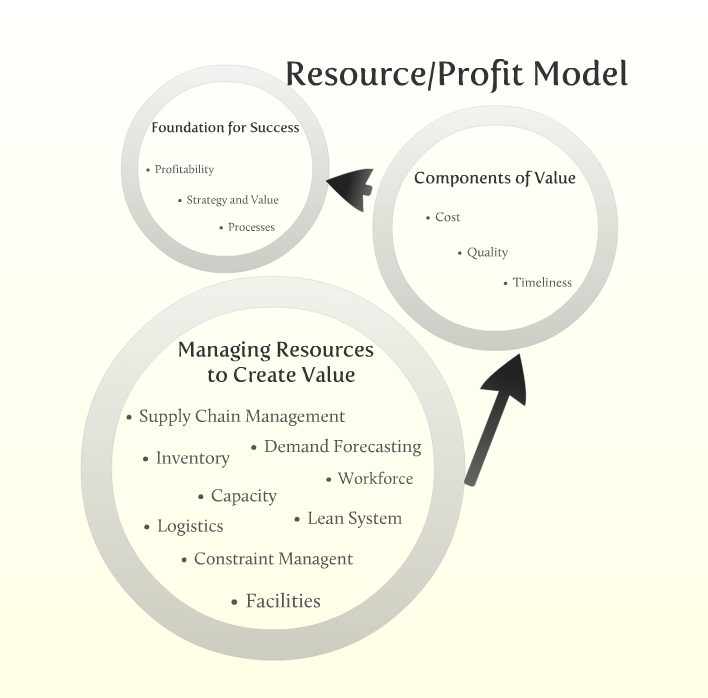
Sự phụ thuộc lẫn nhau của các thành phần trong mô hình tài nguyên / lợi nhuận

Mô hình tài nguyên / lợi nhuận là một khuôn khổ minh họa các yếu tố quan trọng nhất của quản trị vận hành trong môi trường kinh doanh. Cách tiếp cận có cấu trúc này của Byron J. Finch cho thấy ba thành phần chính của quản trị vận hành (nền tảng để thành công, các thành phần của giá trị và quản lý tài nguyên để tạo ra giá trị) và cách chúng liên quan với nhau. Khi tất cả các yếu tố phối hợp tốt với nhau, nó sẽ dẫn đến thành công tài chính của một doanh nghiệp.

## Nền tảng cho sự thành công
Ba tiêu chí cơ bản cho các tổ chức thành công bao gồm khả năng sinh lời, chiến lược và giá trị cũng như các quy trình. Khả năng sinh lời, một mục tiêu cơ bản của từng tổ chức định hướng lợi nhuận, phụ thuộc vào một chiến lược được xây dựng để cung cấp một giá trị thực sự cho khách hàng. Về lâu dài, điều này cũng sẽ trả cho tổ chức do khách hàng trung thành và ít nhạy cảm về giá. Để có thể đạt được các mục tiêu đặt ra và để đáp ứng kỳ vọng của khách hàng, cần phải liên tục theo dõi và cải tiến các quy trình để nâng cao hiệu quả và do đó duy trì lợi thế cạnh tranh.

## Các thành phần của giá trị
Giá trị được xác định bởi chi phí, chất lượng và sự kịp thời. Một tổ chức cần cung cấp ít nhất hai thành phần này để cung cấp giá trị cho khách hàng. Một tổ chức cung cấp chất lượng cao với chi phí thấp có thể thành công ngay cả khi thời gian giao hàng của sản phẩm hoặc dịch vụ của họ không kịp thời. Ngoài ra sự kết hợp của chi phí thấp và kịp thời có thể đáp ứng các yêu cầu của một số khách hàng, mặc dù chất lượng không đáp ứng được tiêu chuẩn của đối thủ cạnh tranh. Trong lĩnh vực cao cấp, chất lượng và kịp thời là những tiêu chí quan trọng nhất. Chi phí cao hơn sẽ được chấp nhận để có những lợi ích này.
Cuối cùng, giá trị là những gì khách hàng cảm nhận là có giá trị. Do đó, một tổ chức cần phải biết khách hàng của họ đang tìm kiếm điều gì.

## Quản lý tài nguyên để tạo giá trị
Tài nguyên là những thứ cơ bản mà một tổ chức đang làm việc. Việc sử dụng tài nguyên thích hợp sẽ tăng thêm giá trị cho một sản phẩm hoặc dịch vụ. Nói cách khác, quá trình giữa đầu vào và đầu ra cần thêm giá trị để đảm bảo lợi nhuận. Theo mô hình lợi nhuận tài nguyên, quá trình này bao gồm chín lĩnh vực sau:
- Quản lý chuỗi cung ứng
- Dự báo nhu cầu
- Hàng tồn kho
- Hậu cần
- Hệ thống tinh gọn
- Dung lượng
- Quản lý ràng buộc
- Cơ sở vật chất
- Lực lượng lao động